# محجرة (العدين)

تعديل مصدري - تعديل

محجرة محلة تابعة لقرية ذي عتام، التابعة لعزلة السارة بمديرية العدين إحدى مديريات محافظة إب في الجمهورية اليمنية، بلغ تعداد سكانها 176 حسب تعداد اليمن لعام 2004.